# آلوارو مونتورو
آلوارو مونتورو (انگلیسی: Álvaro Montoro؛ زادهٔ ۱۷ آوریل ۲۰۰۷) بازیکن فوتبال اهل آرژانتین است که در حال حاضر برای باشگاه فوتبال ولز سارسفیلد بازی می‌کند.

## زندگی شخصی
برادرش، فرانسیسکو، نیز یک بازیکن فوتبال است و در حال حاضر در آکادمی باشگاه فوتبال ولز سارسفیلد بازی می‌کند.
مونتورو در محله بارریو ایندپندنسیا، کنسپسیون، توکومان، استان توکومان، آرژانتین به دنیا آمد.

## دوران باشگاهی
مونتورو حرفه خود را با باشگاه فوتبال کانسپسیون آغاز کرد و در سن هشت سالگی به پایتخت آرژانتین، بوئنوس آیرس نقل مکان کرد. در بوئنوس آیرس، او ابتدا برای لینیرس بازی کرد و سپس در سال ۲۰۱۷ به ولز سارسفیلد پیوست.

## دوران ملی
وی همچنین در تیم ملی فوتبال زیر ۱۷ سال آرژانتین بازی کرده است.